# Holophryxus fusiformis
Holophryxus fusiformis är en kräftdjursart som beskrevs av Sueo M. Shiino 1937. Holophryxus fusiformis ingår i släktet Holophryxus och familjen Dajidae.
Artens utbredningsområde är havet kring Japan. Inga underarter finns listade i Catalogue of Life.